# Delia (Kansas)
Delia – miasto w Stanach Zjednoczonych, w stanie Kansas, w hrabstwie Jackson.